# Inonotus munzii
Inonotus munzii es una especie de hongo de la familia Hymenochaetaceae.

## Clasificación y descripción de la especie
Basidioma anual, pileado, sésil, dimidiado, aplanado a ungulado y en la mayoría de los casos imbricado, de consistencia corchosacorreosa. Píleo de color marrón óxido a marrón, tomentoso a poco híspido. Margen infértil, agudo, tomentoso, de color naranja-marrón el cual se oscurece al maltratarse. Himenóforo poroide, de color marrón-cacao a marrón-oscuro con tintes marrón-óxido; poros angulares, de 2-3 por mm; tubos hasta 10 mm de profundidad, concoloro con el himenóforo. Contexto hasta 10 mm de grosor, de color marrón pálido a marrón, zonado, fibroso, al inicio con una capa tomentosa-esponjosa, de color marrón óxido que desaparece con el tiempo. Sistema hifal monomítico, con hifas generativas de septos simples, de color marrón amarillento a marrón rojizo, con paredes delgadas a gruesas, generalmente ramificadas, de 4-5.6 μm de diámetro en himenio y de 4-12.8 μm de diámetro en el contexto. Setas himeniales ausentes. Setas hifales en la superficie del píleo, abundantes, ramificadas con las puntas que se adelgazan, con paredes gruesas, de color marrón amarillento a marrón rojizo.  Basidiosporas elipsoidales a subglobosas, con pared gruesa, lisa, de color marrón rojizo, inamiloides.

## Distribución de la especie
Esta especie se distribuye en México, en los estados de Coahuila, Chihuahua, Durango, México, Nuevo León, Sinaloa, Sonora y la Ciudad de México.

## Ambiente terrestre
Crece imbricado como parásito en madera de angiospermas.

## Estado de conservación
Se conoce muy poco de la biología y hábitos de los hongos, por eso la mayoría de ellos no se han evaluado para conocer su estatus de riesgo (Norma Oficial Mexicana 059).

## Importancia cultural y usos
Esta especie es un parásito que produce pudrición blanca.